# 歐洲質量改善系統

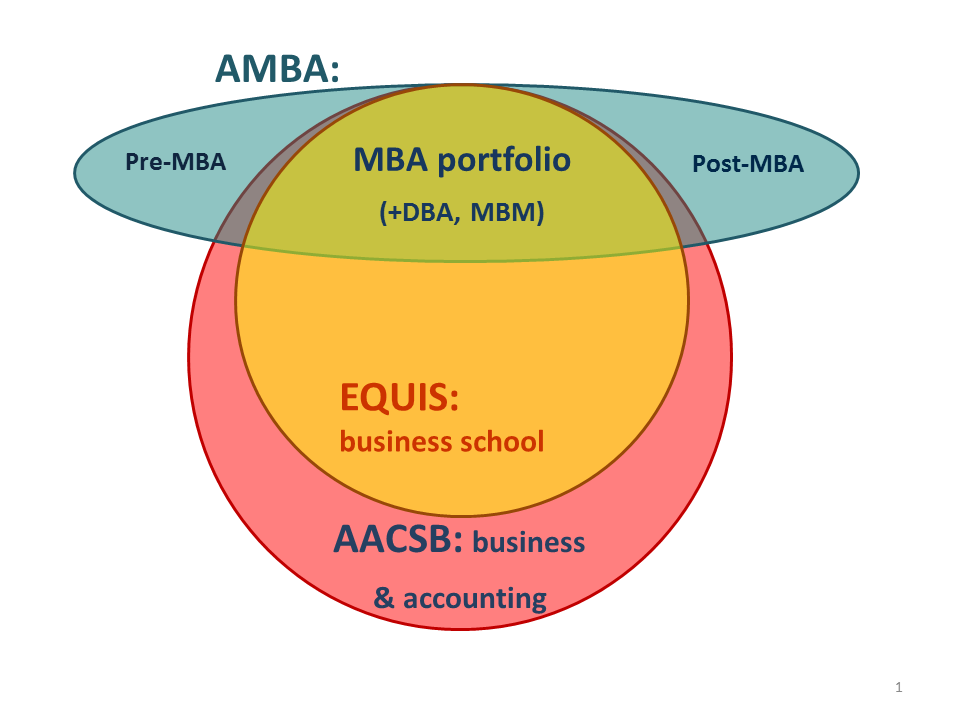
AACSB，EQUIS和AMBA的商学院认证范围

歐洲品質改善系統（European Quality Improvement System，EQUIS）是針對全球商學院進行認證的制度，由歐洲管理發展基金會負責執行。
EQUIS認證是全球三大商學院認證制度之一，其認證標準以歐洲管理教育基礎為準則，進而擴及全球化的規格。截至2020年為止，歐洲品質改善系統已對全世界45個國家中的189間商學院進行認證。

## 世界各地認證商學院

### 亞洲

#### 中国大陆
中國大陸現有21所大學取得認證。
1. 大連理工大學
2. 中國人民大學
3. 北京大學
4. 北京理工大學
5. 北京交通大學
6. 北京師範大學
7. 對外經濟貿易大學
8. 長江商學院
9. 上海交通大學
10. 上海財經大學
11. 中歐國際工商學院
12. 同濟大學
13. 復旦大學
14. 浙江大學
15. 廈門大學
16. 中山大學
17. 中山大學嶺南學院
18. 武漢大學
19. 重慶大學
20. 西交利物浦大學
21. 西南財經大學

#### 臺灣
臺灣有7所大學成為會員（另外社團法人中華民國管理科學學會亦為會員），其中有2校商管學院取得認證。
1. 國立政治大學商學院（2010年）
2. 國立臺灣科技大學管理學院（2017年）

#### 香港
香港特別行政區現有5所大學取得認證。
1. 香港大學
2. 香港科技大學
3. 香港理工大學
4. 香港城市大學
5. 香港浸會大學

#### 澳門
澳門特別行政區現有1所大學取得認證。
1. 澳門大學

#### 印度
印度有6所學校取得認證。
1. 印度管理研究所亞美達巴德分校
2. 印度管理研究所邦加羅爾分校
3. 印度管理研究所加爾各答分校
4. 印度管理研究所印多爾分校
5. 印度管理研究所科澤科德分校
6. 印度商學院

#### 日本
日本有3所大學取得認證。
1. 京都大學
2. 名古屋大學
3. 早稻田大學

#### 
韓國有2所大學取得認證。
1. 高麗大學
2. 延世大學

#### 马来西亚
馬來西亞有1所大學取得認證。
1. 馬來西亞博特拉大學

#### 新加坡
新加坡有3所大學取得認證。
1. 新加坡國立大學
2. 南洋理工大學
3. 新加坡管理大學

#### 泰國
泰國有2所大學的3所商管學院取得認證。
1. 朱拉隆功大學商業與會計學院
2. 朱拉隆功大學撒辛商業管理學院
3. 法政大學商學院